# Запільська сільська рада
Запільська сільська рада — колишня адміністративно-територіальна одиниця та орган місцевого самоврядування у Любомльському районі Волинської області з адміністративним центром у с. Запілля.
Припинила існування 23 листопада 2015 року через об'єднання до складу Любомльської міської територіальної громади Волинської області. Натомість утворено Запільський старостинський округ при Любомльській міській громаді.

## Загальні відомості
Водоймища на території, підпорядкованій даній раді: річка Рудавка.

## Населені пункти
Сільській раді були підпорядковані населені пункти:
- с. Запілля
- с. Красноволя
- с. Лисняки

## Склад ради
Рада складалася з 12 депутатів та голови.

### Керівний склад ради
| ПІБ                  | Основні відомості                                                | Дата обрання | Дата звільнення |
| -------------------- | ---------------------------------------------------------------- | ------------ | --------------- |
| Фізик Ольга Павлівна | Сільський голова, 1979 року народження, освіта, безпартійна      | 06.11.2015   |                 |
| Фізик Ольга Павлівна | Сільський голова, 1979 року народження, освіта вища, безпартійна | 06.11.2015   |                 |

Примітка: таблиця складена за даними джерела

## Населення
Згідно з переписом УРСР 1989 року чисельність наявного населення сільської ради становила 1087 осіб, з яких 531 чоловік та 556 жінок.
За переписом населення України 2001 року в сільській раді мешкало 969 осіб.

### Мова
Розподіл населення за рідною мовою за даними перепису 2001 року:
| Мова       | Відсоток |
| ---------- | -------- |
| українська | 98,36 %  |
| російська  | 1,34 %   |
| білоруська | 0,10 %   |
| молдовська | 0,10 %   |